# Myrmarachne isolata
Myrmarachne isolata is een spinnensoort in de taxonomische indeling van de springspinnen (Salticidae).
Het dier behoort tot het geslacht Myrmarachne. De wetenschappelijke naam van de soort werd voor het eerst geldig gepubliceerd in 1977 door Clark & Pierre L. G. Benoit.